# Rubroporus
Rubroporus là một chi nấm thuộc họ Polyporaceae.